# Чуг
Чуг (нем. Tschugg) — коммуна в Швейцарии, в кантоне Берн. 
Входит в состав округа Эрлах. Население составляет 420 человек (на 31 декабря 2006 года). Официальный код — 0501.